# Digalistini
Tribu
Les Digalistini sont une tribu d'opilions laniatores de la famille des Cranaidae.

## Distribution
Les espèces de cette tribu se rencontrent dans le Nord de l'Amérique du Sud.

## Liste des genres
Selon World Catalogue of Opiliones (11/08/2021) :
- Binamballeus Roewer, 1952
- Bunicranaus Roewer, 1913
- Carsevennia Roewer, 1913
- Clinocippus Roewer, 1932
- Digalistes Roewer, 1932
- Guayaquiliana Mello-Leitão, 1935
- Isocranaus Roewer, 1915
- Paracranaus Roewer, 1913
- Puna Roewer, 1925

## Publication originale
- Villarreal & Kury, 2021 : « Restructuring the taxonomic hierarchy within and around Cranaidae Roewer, 1913 (Opiliones: Gonyleptoidea). ».